# Veritas (maszyny do szycia)
Veritas – niemiecka marka maszyn do szycia.

## Historia
Geneza marki Veritas sięga 1855 roku, kiedy to w Dreźnie mechanik August Clemens Müller, stworzył najstarszą niemiecką maszynę do szycia. 
Do 1875 roku Müller wyprodukował w swoich zakładach 100 tys. maszyn do szycia. Pięć lat później przekroczył liczbę 200 tys. sztuk. W dniu 1 października 1894 roku zarejestrował nazwę Veritas dla swojego nowego modelu maszyny w Cesarskim Urzędzie Patentowym. 
Słowo Veritas zostało zaczerpnięte przez Müllera z języka łacińskiego i oznacza w dosłownym tłumaczeniu prawdę. Producent chciał w ten sposób zapewnić klienta o niezawodności i wysokiej jakości wytwarzanych przez siebie maszyn. 
Nazwa Veritas była używana przez potomków Augusta Clemensa Müllera dla produkowanych maszyn do szycia. 
Po II wojnie światowej drezdeńskie zakłady rodziny Müller zostały upaństwowione i nazywały się od tej pory VEB Mechanik. Do roku 1952 zakłady opuściło około 2 milionów maszyn ze znakiem Veritas.
W dniu 2 października 1955 roku produkcja maszyn Veritas, została przeniesiona z zakładów VEB Mechanik w Dreźnie, do fabryki VEB Nähmaschinenwerk w Wittenberdze, niedaleko Schwerinu. Także prawa do znaku firmowego Veritas został przekazany tamtejszej fabryce. 
Zakłady w Wittenberdze założone zostały w 1903 roku i należały do koncernu produkującego maszyny Singer. W tym mieście produkowano znane maszyny do szycia tejże firmy, a przez niemal cały ubiegłe stulecie Wittenberga była nazywana w Europie „miastem maszyn do szycia”. W latach 70. i 80. roczna produkcja zakładów w Wittenberdze sięgała 400 tysięcy sztuk maszyn.
W latach 70. marka Veritas była już powszechnie znana i kojarzona przez niemieckich klientów.

## Czasy współczesne
W 2002 roku Veritas przejęła firma Crown Technics, filia szwajcarskiego koncernu Bernina Holding AG. Maszyny Veritas doskonale sprawdzają się w dobie masowego rozwoju takich usług hobbystycznych jak patchwork i quilting.